# Melanie Weisner
Pour les articles homonymes, voir Weissner.
Cet article possède un paronyme, voir Callisto.
Melanie Weisner (née le 30 septembre 1986) est une joueuse de poker professionnelle américaine, connue sur pokerstars sous le nom d'écran Callisto 5.